# Falkenstein (Sassonia-Anhalt)
Falkenstein (ufficialmente Falkenstein/Harz) è una città tedesca situata nel land della Sassonia-Anhalt.

## Posizione
La città, il cui nome fa riferimento al castello di Falkenstein, si trova sul bordo nord-orientale delle montagne Harz e si estende dalla stretta valle del Selke.
Il paese di Falkenstein è circondato dai comuni vicini di Seeland a nord, Aschersleben a nord-est, Arnstein a sud-est e sud, Harzgerode a sud-ovest e Ballenstedt a ovest.